# 아이두 아이두 (드라마)
《아이두 아이두》는 만화 원작을 바탕으로 하여 2012년 5월 30일부터 2012년 7월 19일까지 MBC에서 방송된 16부작 수목 미니시리즈이다. 최고의 구두 디자이너인 골드미스가 하룻밤 실수로 신입사원의 아이를 갖게 되며 벌어지는 일을 그린 로맨틱 코미디 드라마.

## 등장 인물

### 주요 인물
- 김선아 : 황지안(30대 후반) 역 (아역 김수현) - 구두회사 이사
- 이장우 : 박태강(20대 중후반) 역 - 짝퉁 구두업자, 백수 → 구두회사 신입 디자이너
- 박건형 : 조은성(30대 후반) 역 - 산부인과 의사
- 임수향 : 염나리(20대 후반) 역 - 구두회사 부사장

### 황지안의 주변 인물
- 윤주상 : 지안의 아버지 역 - 정년퇴임한 중학교 교장(국어교사)
- 오미연 : 지안의 어머니 역
- 김혜은 : 봉준희 역 - 지안의 친구

### 박태강의 주변 인물
- 박영규 : 박광석 역 - 태강의 아버지, 구두 디자이너 1세대
- 신승환 : 이충백 역 - 태강의 죽마고우

### 구두회사 직원들
- 오미희 : 장유희 역 - 염 회장의 본처
- 이대연 : 염 사장 역 - 염 회장의 사촌동생, 나리의 삼촌
- 조희봉 : 설봉수 역 - 지안과 입사동기, 만년대리
- 김민희 : 마성미 역 - 디자인 1팀 실장
- 한지완 : 유다인 역 - 디자인팀 6개월차
- 김범용 : 송하윤 역 - 디자인팀 2년차
- 백승희 : 엄유진 역 - 디자인팀 4년차, 부잣집 딸
- 김서정 : 양미숙 역 - 디자인 1팀 직원
- 김수정 : 손진희 역 - 디자인 1팀 직원
- 민석 : 제이크 한 역 - 천재 디자이너

### 그 외 인물
- 임병기 : 염재성 역 - 회장, 나리의 부친
- 최명경 : 나리의 비서 역
- 김대령
- 김종필
- 안성헌
- 이동훈
- 박주희 : 구두매장 매니저 역
- 오정원 : 태강이 짝퉁구두를 팔려고하는 손님 역
- 설유진 : 동사무소 직원 역
- 장현정
- 제임스켄네프시
- 강민정 : 구두매장 직원 역
- 양지선 : 간호사 역 - 은성이 근무하는 병원의 간호사
- 이정훈
- 신선희 : 미술학원 원장 역
- 김태윤
- 전해룡
- 황규환
- 서지연[1] : 구두회사 접수처 직원 역
- 박승배
- 임수진
- 서진욱 : 면접관 역
- 우상전 : 지안 아버지의 지인 역
- 조동희 : 지안 아버지의 지인 역
- 조현진 : 구두회사 직원 역
- 임효순
- 이재수
- 한유나
- 서동진
- 이원장 : 소매치기범 역
- 박진성
- 차영옥 : 구두회사 前 팀장 역
- 이대승
- 최인숙 : 산부인과 의사 역
- 정수연
- 이지선
- 강필선
- 임지현
- 남숙현
- 김유진
- 김보은
- 이은채 : 송 간호사 역 - 은성이 근무하는 병원의 간호사
- 이창 : 산부인과 의사 역
- 한춘일 : 경비원 역
- 반혜라 : 찜질방 음식점 주인 역
- 현숙희 : 태강이네 집에 사는 여자 역
- 이지영 : 낙태법 찬반 토론회 참석자 역
- 권정현
- 박영지 : 조은성의 아버지 역
- 김진양 : 조은성의 어머니 역
- 인성호 : 형사 역
- 이두석 : 나리의 맞선남 역
- 서민경 : 청소부 역
- 김미량 : 청소부 역
- 김영철
- 이현정
- 권선영
- 박주혜
- 김어진
- 권정현
- 구채윤
- 유옥주 : 시장 상인 역
- 홍재성 : 변호사 역
- 이채민 : 기자 역
- 김해곤 : 공장장 역
- 안치용
- 이정헌 : 지안을 스카웃하려는 남자 역
- 최민금 : 족발집 주인 역
- 유인석 : 가방회사 경비원 역
- 손선근 : 감사 직원 역

### 아역
- 김가은[2] : 민주 역 - 준희의 딸

### 특별출연
- 김예령 : 산부인과 의사 역 (1회)
- 전수경 : 패션쇼 대행사 직원 역 (1회)
- 김지혜 : 구두매장 진상손님 역 (1회)
- 임승대 : 형사 역 (2회)
- 이응경 : 의사 역 (4~5회)
- 송귀현 : 한 사장 역 - 공인중개사로 사칭한 사기꾼 (4회, 7회)
- 홍경민 : 지안의 前 남자친구 역 (11회)
- 김미진 : 사보 편집부 직원 역 (13회)
- 김정민 : 조은성의 맞선녀 역 (15회)

## 시청률
아래의 파란색 숫자는 '최저 시청률'이고, 빨간색 숫자는 '최고 시청률'입니다. 시청률조사회사와 지역별로 시청률에 차이가 있을 수 있습니다.
| 2012년      | 2012년      | 2012년         | 2012년       | 2012년         | 2012년       |
| 회차        | 방송일      | TNmS 시청률    | TNmS 시청률  | AGB 시청률     | AGB 시청률   |
| 회차        | 방송일      | 대한민국(전국) | 서울(수도권) | 대한민국(전국) | 서울(수도권) |
| ----------- | ----------- | -------------- | ------------ | -------------- | ------------ |
| 제1회       | 5월 30일    | 8.2%           | 9.5%         | 10.5%          | 12.4%        |
| 제2회       | 5월 31일    | 8.0%           | 9.6%         | 9.8%           | 12.0%        |
| 제3회       | 6월 6일     | 9.2%           | 10.7%        | 9.0%           | 10.3%        |
| 제4회       | 6월 7일     | 8.1%           | 9.5%         | 9.0%           | 10.3%        |
| 제5회       | 6월 13일    | 10.0%          | 12.1%        | 10.0%          | 12.0%        |
| 제6회       | 6월 14일    | 9.0%           | 11.3%        | 9.2%           | 10.6%        |
| 제7회       | 6월 20일    | 8.2%           | 9.4%         | 9.6%           | 10.4%        |
| 제8회       | 6월 21일    | 8.6%           | 10.2%        | 8.9%           | 10.6%        |
| 제9회       | 6월 27일    | 8.2%           | 11.1%        | 9.2%           | 10.4%        |
| 제10회      | 6월 28일    | 7.8%           | 9.3%         | 9.3%           | 10.5%        |
| 제11회      | 7월 4일     | 8.1%           | 10.1%        | 8.7%           | 9.8%         |
| 제12회      | 7월 5일     | 8.5%           | 10.4%        | 9.1%           | 10.5%        |
| 제13회      | 7월 11일    | 9.3%           | 11.3%        | 9.7%           | 11.0%        |
| 제14회      | 7월 12일    | 9.2%           | 11.0%        | 8.9%           | 9.5%         |
| 제15회      | 7월 18일    | 8.3%           | 10.6%        | 9.0%           | 9.9%         |
| 제16회      | 7월 19일    | 8.1%           | 9.9%         | 9.1%           | 10.0%        |
| 평균 시청률 | 평균 시청률 | 8.6%           | 10.4%        | 9.3%           | 10.6%        |

## 경쟁 프로그램
- 각시탈 (KBS2, 2012년 5월 30일 ~ 2012년 9월 6일)
- 유령 (SBS, 2012년 5월 30일 ~ 2012년 8월 9일)